# Feuchy British Cemetery
Le Feuchy British Cemetery  est un cimetière militaire britannique de la Première Guerre mondiale, situé sur le territoire de la commune de Feuchy, dans le département du Pas-de-Calais, à l'est d'Arras, en France. 

## Localisation
Ce cimetière est situé au milieu du village, à proximité de l'église.

## Histoire

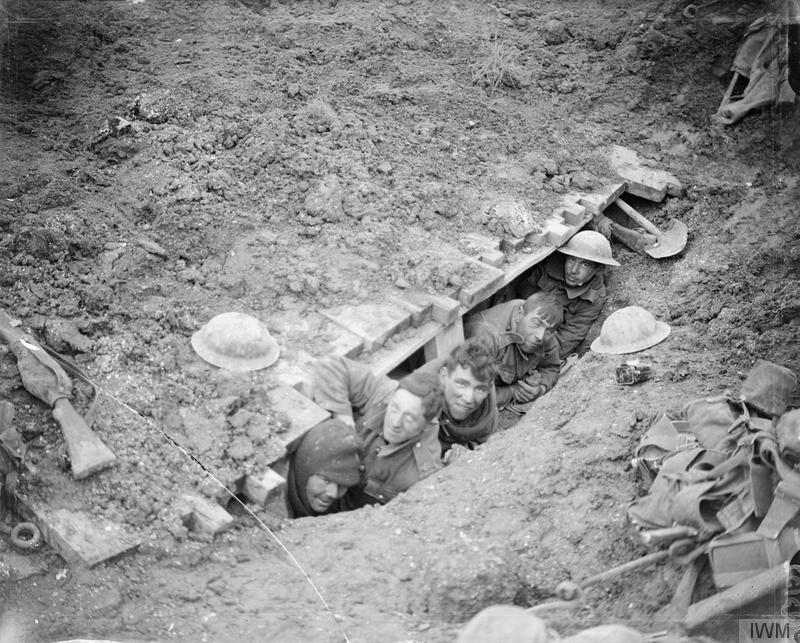
Troupes britanniques à l'abri dans une tranchée capturée au carrefour de Feuchy le 9 avril 1917.

Le village de Feuchy est capturé par les troupes du Commonwealth le 9 avril 1917, premier jour de la bataille d'Arras. Il est perdu fin mars 1918 lors de l'offensive du Printemps puis repris définitivement repris fin août suivant. Il est bâti en avril 1917 et utilisé jusqu'en mars 1918. Quelques tombes sont ajoutées après la reconquête du village fin août 1918. Le cimetière contient aujourd'hui 214 sépultures de la Première Guerre mondiale.

## Caractéristiques
Ce cimetière a un plan rectangulaire très allongé de 65 × 15 m et est entouré entièrement clos par un muret de moellons. Il est conçu par l'architecte britannique Edwin Lutyens.

## Galerie

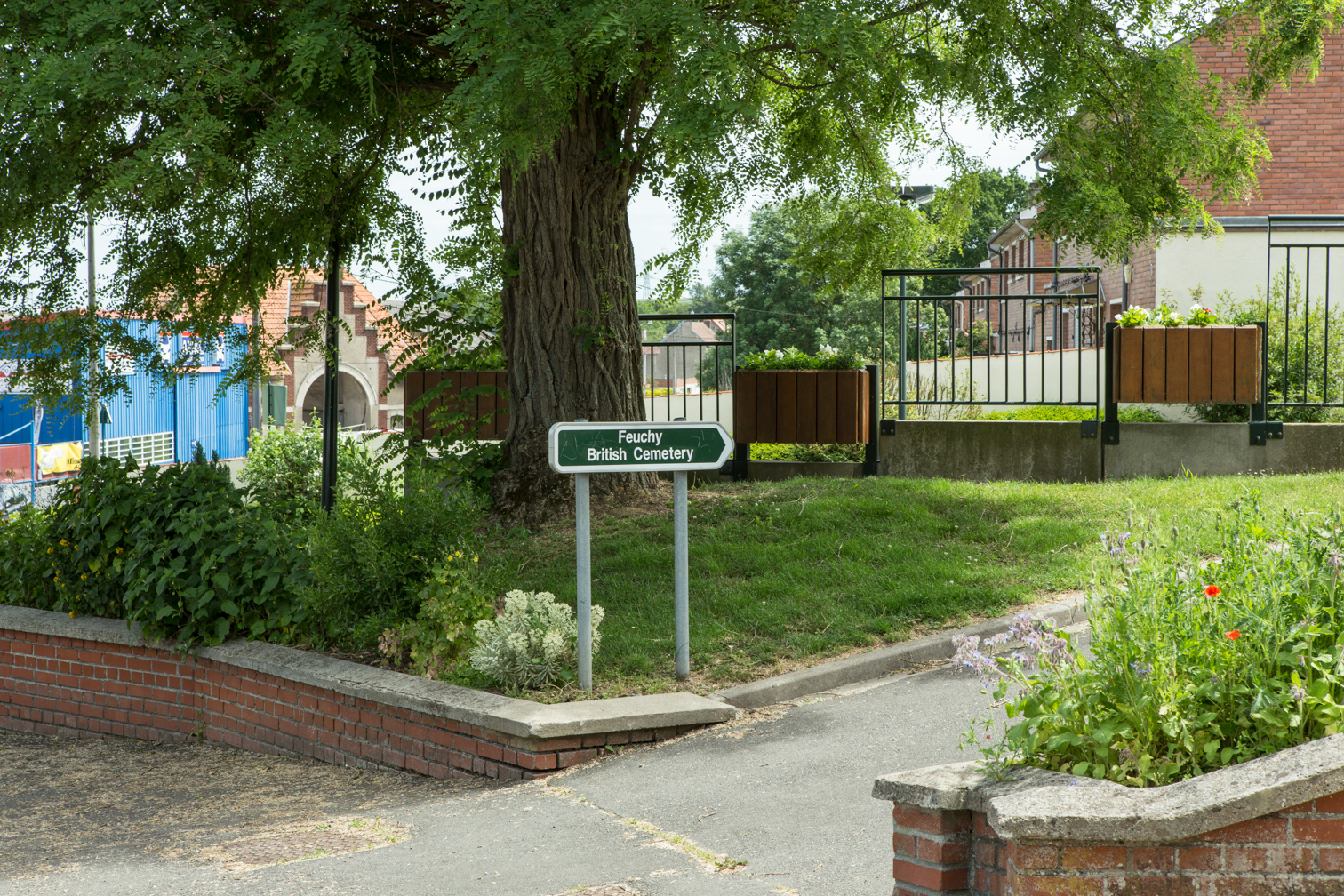
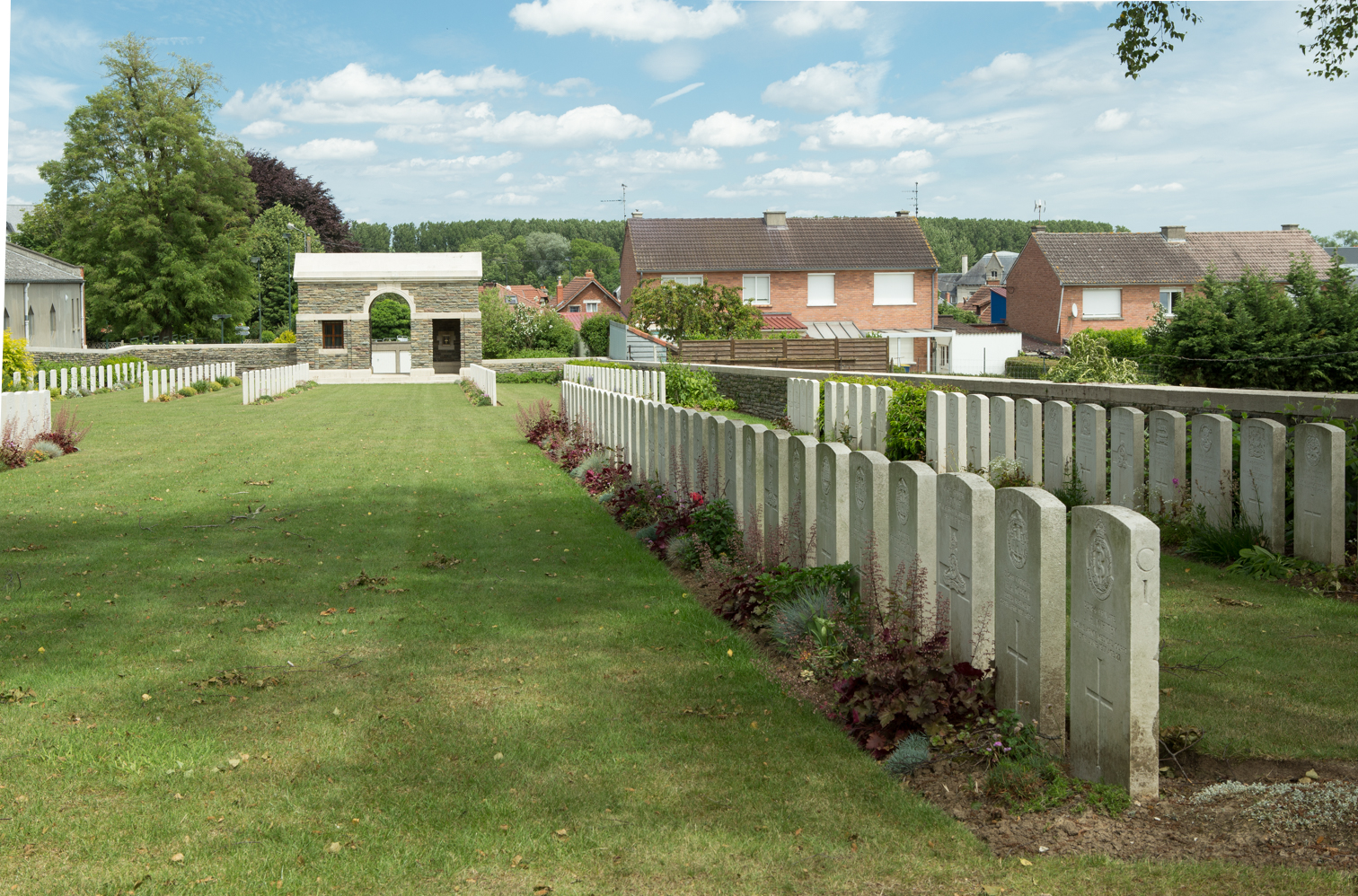
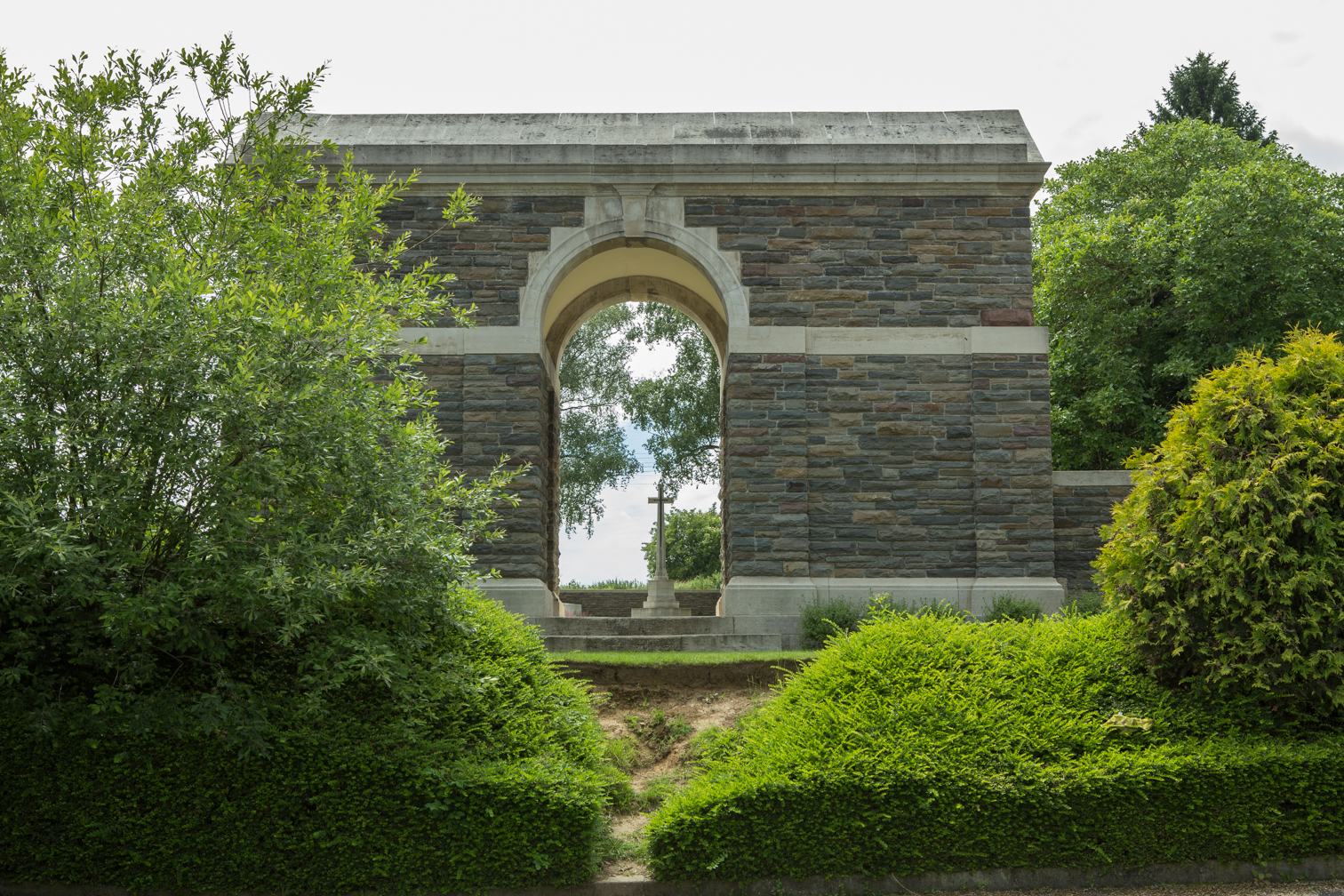
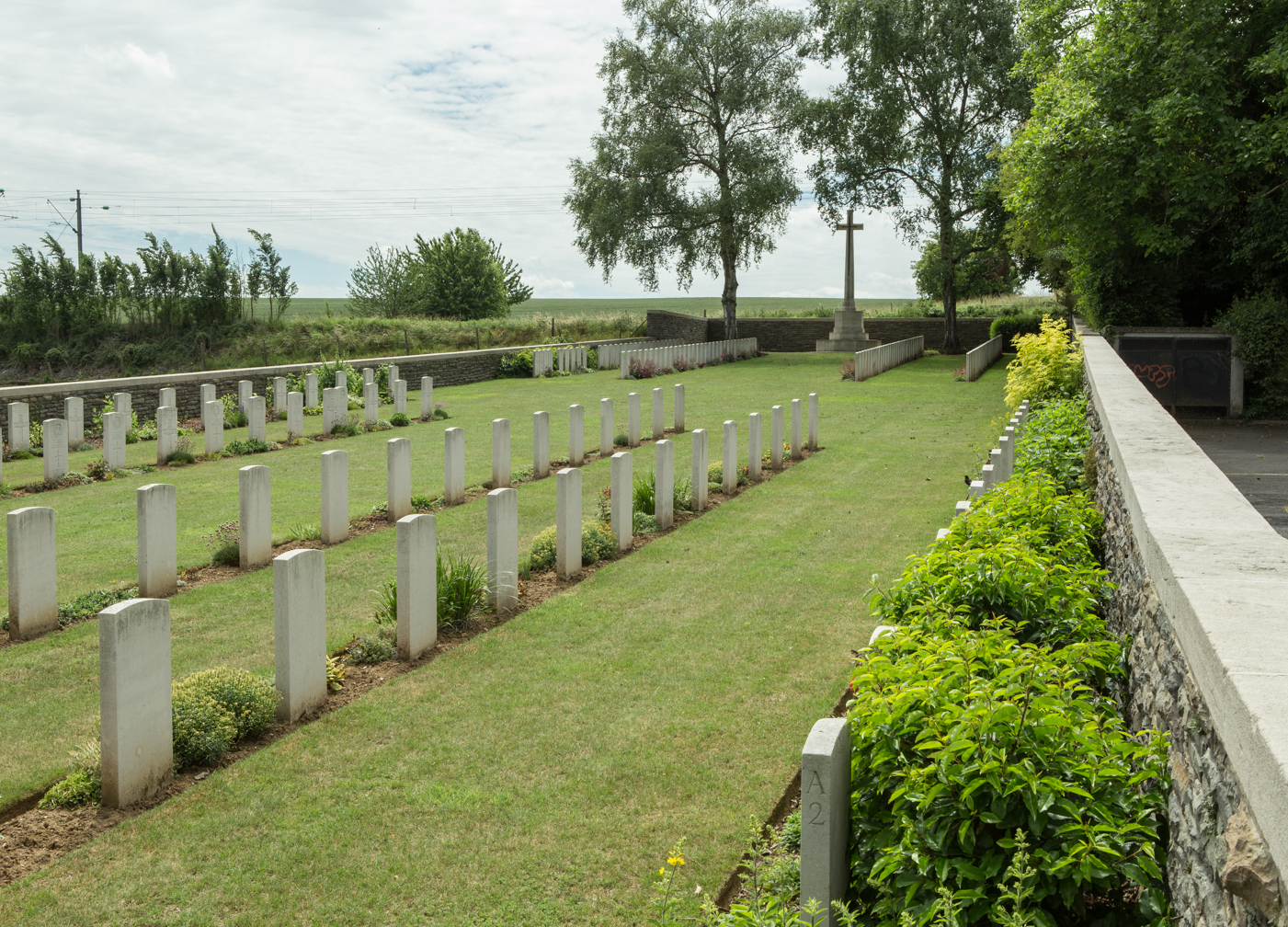
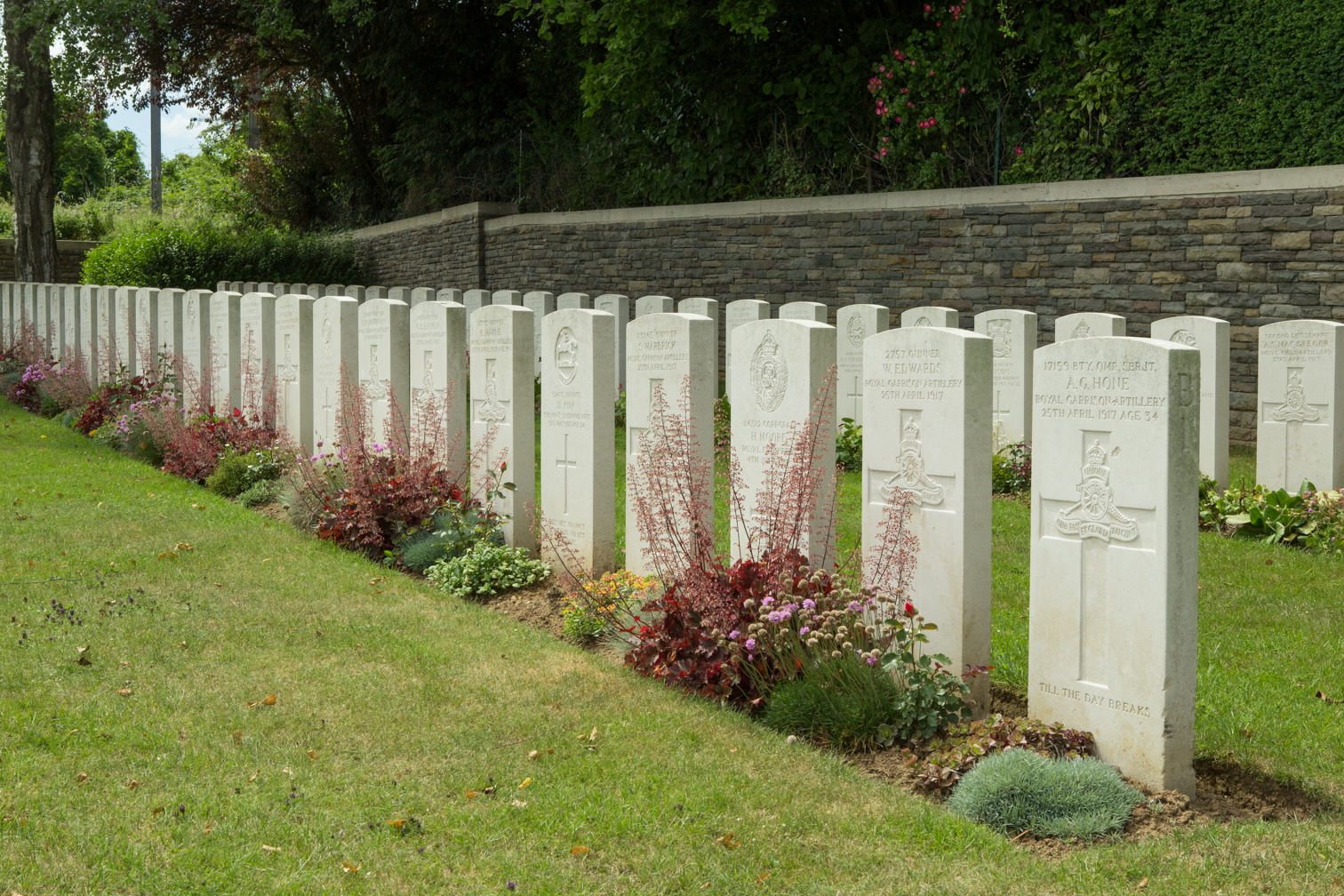
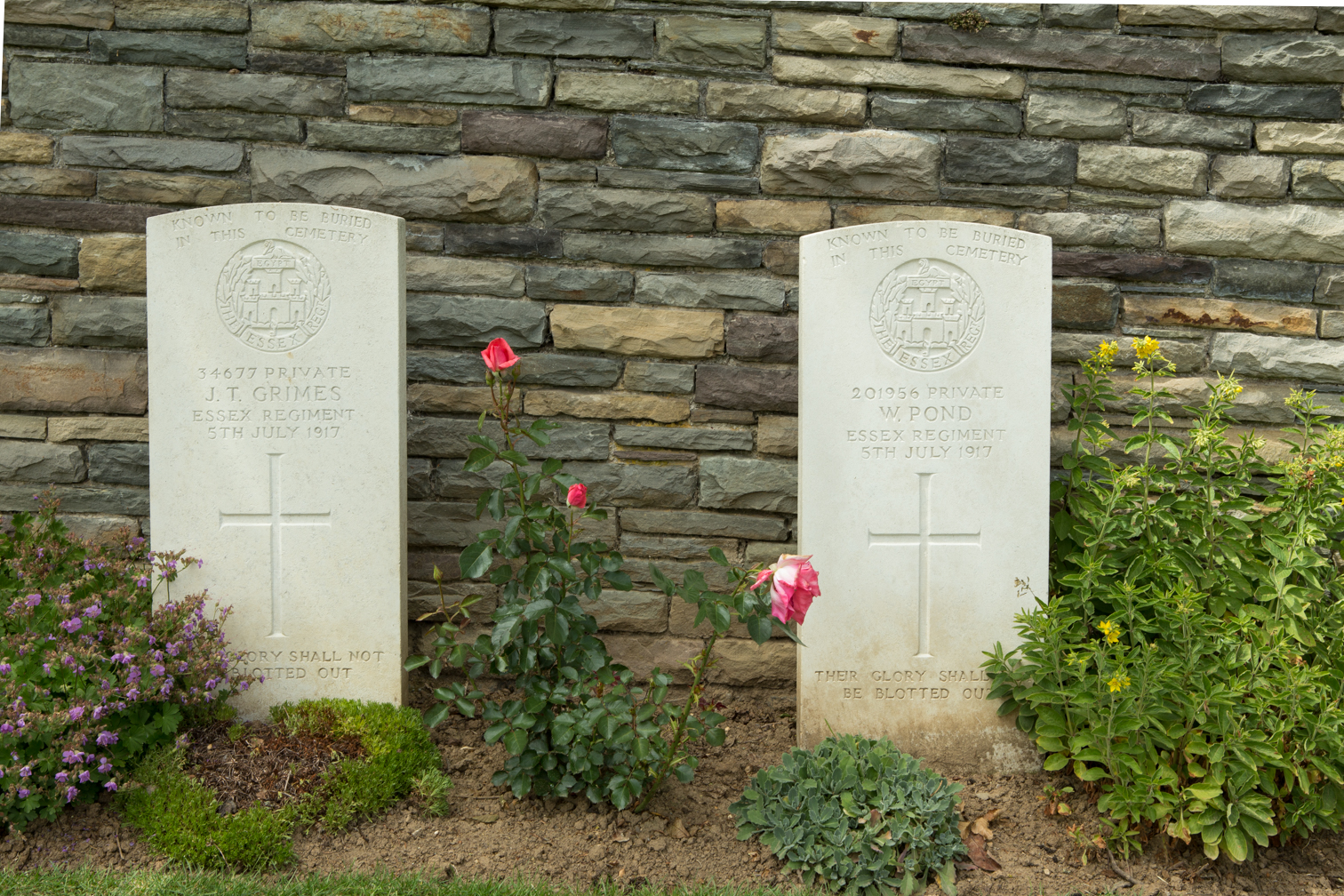

## Sépultures
| Pays        | Sépultures |
| ----------- | ---------- |
| Royaume-Uni | 213        |
| Canada      | 1          |
| Total       | 214        |

## Pour approfondir